# Kemenesszentmárton
Kemenesszentmárton je vas na Madžarskem, ki upravno spada pod podregijo Celldömölki Železne županije.